# أراتوس (رودوبي)
أراتوس (Άρατος) هي مدينة في رودوبي في مقاطعة فوريا إلادا في اليونان.
يبلغ عدد سكانها حوالي 1144   نسمة.